# Сербина, Наталия Васильевна
Наталия Васильевна Сербина (укр. Наталія Сербіна) — украинская певица, фольклорист, музыковед
, кандидат искусствоведения, исполнительница песен и псальм на колёсной лире.

## Образование и творчество
Окончила Житомирское музыкальное училище им. В. С. Косенко, поступила в Национальную музыкальную академию Украины им. П. И. Чайковского (класс Евгения Ефремова). После окончания в 2000 году академии поступила в аспирантуру на кафедру теории музыки, научный руководитель Б. О. Сюта. В 2013 году защитила диссертацию на тему «Украинская традиционная лирика: пути формирования и этапы эволюции».
Выступала в составе ансамблей аутентичной украинской музыки «Древо» и «Божичи», в дальнейшем начала сольную исполнительскую карьеру. С 2008 года возглавляет ансамбль «Стрела». С 2001 по 2003 год играла в спектакле «В поисках утраченного времени… Жизнь..» (совместный проект ЦСИ ДАХ и фольклорного ансамбля «Божичи»).
Этнографические исследования Наталии Сербиной показали, что и в XIX, и в XX веке колёсная лира в украинской традиции не была чисто мужским инструментом. В 2011 году вышел сольный диск Сербиной «Ой вийду я на гору високу. Ліричні пісні та псальми Центральної України» по материалам экспедиций на Центральную Украину. Этот диск стал первым сольным альбомом исполнителя аутентичного фольклора и первой записью псальм в женском исполнении.

## Участие в конкурсах и фестивалях
- Лауреат международного фольклорного фестиваля «Деснянский хоровод» (Брянск, 2011).
- Лауреат вокального конкурса международного фольклорного фестиваля «Песнь земли» (Московская обл., г. Зеленоград, 2011). Победа в номинации «Лучший голос».
- Лауреат вокального конкурса фестиваля «Interfolk», Санкт-Петербург (2011) — в номинации «сольное исполнительство»[7].
- Лауреат I степени Московского международного фестиваля славянской музыки, конкурс фольклорных ансамблей и солистов (Москва, апрель 2013 года)
- номинант на премию «Голос мира» на международном этническом фестивале «Мир Сибири» в Шушенском (июль 2013)

## Исследовательская работа
Начиная с первого курса музыкальной академии Наталья Сербина участвует в фольклорных экспедициях в Полесье и Волыни. Участница фольклорно-этнографических экспедиций по Украине и России: Ивано-Франковская, Волынская, Ровенская, Киевская, Житомирская, Черниговская, Сумская, Полтавская, Черкасская, Херсонская области, а также Курская, Белгородская и Омская, где проживают украинцы.
Также многократный участник фольклорно-этнографических экспедиций от МЧС (1995—2004 гг.) на территории, пострадавшие от Чернобыльской аварии.
Участвовала в посвящённых песенному фольклору передачах на украинском и русском радио (1-й, 2-й, 3-й канал, «Эра», «Народное радио») и телевидении («Україна єдина», ТК «Союз»).

## Мастерклассы, педагогика
С 2000 года преподает фольлорное пение в студии при хоре им. Г. Верёвки (Киев).
С 2009 года ведёт постоянные мастерклассы по украинскому аутентичному пению в Москве, с 2013 — мастерклассы по украинскому аутентичному пению в Харькове.

## Труды
С 1995 года Наталия принимает участие в научных конференциях Украины, России, Польши.
- Сербіна Н. В. Асиміляція міських пісень в українському сільському фольклорі : інтерпретаційний аспект / Н. В. Сербіна // Науковий вісник НМАУ імені П. І. Чайковського : Проблеми музичної інтерпретації / [упоряд. В. Г. Москаленко]. — К., 2011. — Вип. 95. — С. 172—180. (недоступная ссылка)
- Сербіна Н. В. «Жизнєнна пєсня» в українському традиційному фольклорі як феномен співіснування міської та сільської культур // Київське музикознавство : матеріали XII Міжнар. наук.-практ. конф. «Молоді музиканти України» 2010 р. : зб. ст. : — К., 2010. — Вип. 35. — С. 134—144.
- Сербіна Н. В. Риси кітчу в українській пізньоліричній традиції / Н. В. Сербіна // Українське мистецтвознавство : матеріали, дослідження, рецензії : зб. наук. праць / [гол. ред. Г. Скрипник]; — К.: НАНУ, ІМФЕ ім. М. Т. Рильського, 2010. — Вип. 10.— С. 210—214.
- Сербіна Н. В. Риси пізньої лірики російськомовного походження в українському пісенному фольклорі / Н. В. Сербіна // Музика в інформаційному суспільстві : зб. наук. ст. [упоряд. І. Б. Пясковський]. — К., 2008. — Вип. 79. — С. 112—118.
- Сербіна Н. В. Російські лубочні поетичні тексти та їх трансформації в українській ліричній традиції (на прикладі одного пісенного сюжету) / Н. В. Сербіна // Київське музикознавство : зб. ст. : — К., 2011. — Вип. 39. — С.109—113.
- Сербіна Н. В. Жизнєнна пєсня (шансон у виконанні наших бабусь) // Український тиждень, 23. 05.2008. — c.54-57.
- Сербина Н. В. Жанровые истоки поздней лирики в традиции современного украинского села. — Живая Старина. — М., 2013. № 2(78). — 11-13.
- Сербина Н. В. Некоторые аспекты народного исполнительства Центральной Украины: заметки этнопедагога и исполнителя. // Исследования на тему традиционного исполнительства народной и духовной музыки: сб. статей  — Батуми, 2015. - С. 365—375.
- Пенская Д. С., Кабанов А. С., Сербина Н. В. «Течет речка по песочку...»: история одной песни // ВЕСТНИК РГГУ. Серия «Литературоведение. Языкознание. Культурология». — 2015. — Т. 6. — С. 40—106.
- Сербина Н. В. История фольклорного движения в Украине // Фольклорное движение в современном мире: Сб. статей —М., 2016. — С. 117 —121.
- Cербина Н.В. Женщины-лирницы в украинском Полесье: по материалам последних экспедиционных находок / Н. В. Сербина // Вопросы инструментоведения. Вып. 11: сб. статей и мат. XI Международного инструментоведческого конгресса "Благодатовские чтения" (Санкт-Петербург, 23-25 октября 2017 г.) / Российский институт истории искусств; [отв. ред. И. В. Мациевский, ред.-сост. О. В. Колганова]. - СПб., 2017-2018. - С. 128 - 134.